# Acantholabus regressus
Acantholabus regressus är en stekelart som beskrevs av Heinrich 1974. Acantholabus regressus ingår i släktet Acantholabus och familjen brokparasitsteklar. Inga underarter finns listade i Catalogue of Life.